# Зуаби, Ханин
Ханин Зуаби (араб. حنين فاروق زعبي‎, ивр. חנין זועבי‎; род. 23 мая 1969 года, Назарет, Израиль) — израильский политик, депутат кнессета от партии Балад. Была избрана в кнессет в 2009 году и является первой женщиной, избранной в кнессет по партийным спискам арабских партий.

## Биография
Родилась в Назарете в мусульманской семье. Получила первую степень в Хайфском университете, где изучала психологию и философию. Затем закончила Еврейский Университет в Иерусалиме, где изучала журналистику и средства массовой информации. Она была первым арабским гражданином Израиля, закончившим там курс журналистики, и позже организовала первые занятия по журналистике в арабских школах. Также она работала учителем математики и была школьным инспектором израильского министерства просвещения.
В 2001 году присоединилась к партии Балад. В 2003 году была одним из основателей и стала директором неправительственной организации «Иилам» — «Информационный центр для палестинских арабов в Израиле». Однако перед выборами в кнессет в 2009 она оставила пост главы этой организации, чтобы посвящать больше времени своей политической карьере.
Перед выборами 2009 года во время праймериз получила 3 место в партийном списке партии Балад, и после того как партия получила три места в кнессете в ходе выборов, стала депутатом кнессета. Стала первой женщиной-депутатом кнессета от арабских партий, хотя до неё депутатами уже были две женщины — израильские арабки (Хусния Джабара от партии Мерец и Надя Хилу от партии Авода). Зуаби была в партийном списке от партии Балад и в ходе выборов в 2006 году, но находилась на слишком низком месте и в кнессет не прошла.
Зуаби является родственницей бывшего мэра Назарета и многолетнего депутата кнессета (1949—1959,1965—1979) Сеифа эль-Дина эль-Зуаби, а также Абд эль-Азиза эль-Зуаби — бывшего заместителя министра здравоохранения (который, получив этот пост в 1971 году, стал первым членом израильского правительства — неевреем).

## Политические взгляды
Зуаби, как и партия Балад в целом, отрицают идею о том, что Израиль должен определяться как «еврейское государство», подобную идею они описывают как «по сути расистскую».
Зуаби говорит, что не видит разницы между лидером правой израильской партии НДИ Авигдором Либерманом и более центристскими израильскими политиками. По её словам — Либерман, Биньямин Нетаньяху и Ципи Ливни являются «компанией чистых и откровенных фашистов».
24 февраля 2009 года в ходе инаугурационной церемонии 18-го кнессета она покинула зал заседания перед тем, как депутаты стали петь израильский гимн «Ха-Тиква». Позже она сказала, что гимн «Ха-Тиква» её не представляет и что она «покинула зал потому, что не любит лицемерия». Зуаби высказывалась в поддержку приобретения Ираном ядерного оружия, поскольку, по её словам, необходимо что-то, что сбалансирует мощь Израиля.
Зуаби выступает против любой формы обязательной национальной службы для арабских жителей Израиля. В одном из интервью она сказала:
«Меня разочаровывает и утомляет постоянная необходимость защищаться и объяснять почему я идентифицирую себя в качестве палестинки, почему я не сионистка, почему еврейское государство не является демократическим и не может представлять меня, а также почему у меня есть право на гражданство. Это сизифов труд».

## Рейд на флотилию, направляющуюся в Газу
Зуаби участвовала в международной «Флотилии „Свободу Газе“», направленной в блокированный израильтянами сектор Газа. 31 мая 2010 года, при попытке остановки этой флотилии израильскими ВМС, 9 активистов погибли и 60 получили ранение, также ранение получили 10 израильских солдат.
Зуаби давала интервью израильской прессе в течение хода флотилии . В момент высадки израильских сил она находилась на борту корабля «Мави Мармара», где произошли события, повлёкшие смерть международных активистов.
Вскоре после этого, 2 июня 2010 года, Зуаби выступила в кнессете и описала действия израильской армии как «пиратскую военную операцию». Её подъёму на трибуну пыталась силой воспрепятствовать депутат Анастасия Михаэли от партии НДИ, которая была выведена из зала заседания. Выступление Зуаби, которое должно было длится по регламенту одну минуту, постоянно прерывалось депутатами-евреями выкрикивавшими «Предательница, уезжай в Газу!» и называющими её террористкой. Несмотря на создаваемые её речи помехи, Зуаби продолжила и сказала: «Израиль говорит о провокации, но не было никакой провокации. Почему правительство Израиля выступает против расследования?». Позже в ходе пресс-конференции она уточнила: «По количеству израильских сил, высадившихся на корабле, было ясно, что целью являлось не только остановить плавание, но и добиться как можно большего количества жертв для того, чтобы прекратить подобные инициативы в будущем».
11 августа сайт радиостанции Армии обороны Израиля Галей Цахал опубликовал видеозапись с участием Ханин Зуаби на борту Мави Мармара. На одних кадрах она утверждает, что не видела на борту вооруженных людей, на других — стоит неподалёку от людей вооружённых дубинами и отталкивает снимающую её камеру. Зуаби заявила, что она действительно не видела вооруженных людей и не хотела чтобы её снимали в состоянии сильного расстройства. Комментаторы особо отмечают диалог Зуаби с израильским военным врачом: Зуаби пыталась помешать эвакуации раненых пассажиров, утверждая, что раненые не желают ехать в израильскую больницу, а врач настаивает на отправке пострадавших.
После того, как Зуаби получила угрозы об убийстве, к ней было приставлено два телохранителя. В социальной сети Facebook была образована группа «Казнить члена кнессета Ханин Зуаби». Группа ставила своей целью привлечь 10 000 участников. Один из участников предложил в качестве награды за убийство Зуаби бесплатную доставку овощей и фруктов и был арестован за это израильской полицией.
После рейда на флотилию, министр внутренних дел Израиля Эли Ишай потребовал от Юридического советника правительства Йехуды Вайнштейна лишить Зуаби депутатского иммунитета и разрешить Ишаю аннулировать израильское гражданство Зуаби. Ишай обвинил Зуаби в «преднамеренной акции государственной измены» и заявил что она использует свой парламентский иммунитет для защиты от уголовного преследования, хотя она помогала активистам и была «несомненно осведомлена о их намерениях напасть на израильских солдат». Ярив Левин, депутат кнессета от партии Ликуд так же обвинил Зуаби в предательстве государства Израиль и призвал к возбуждению против неё уголовного дела.
Комитет кнессета проголосовал семью голосами против одного за отмену депутатского иммунитета Зуаби. Это решение вызвало озабоченность со стороны международного Межпарламентского Союза и в конце концов было блокировано председателем кнессета Реувеном Ривлиным, который проигнорировал рекомендацию комитета и не выставил вопрос о снятие иммунитета на пленарное голосование.
13 июля 2010 года кнессет проголосовал за то, чтобы лишить Зуаби трёх привилегий, положенных депутату — права на дипломатический паспорт, права на оплату юридических услуг, в случае если они ей понадобятся и права посещения иностранных государств, с которыми у Израиля нет дипломатических отношений. Это предложение было принято 34 голосами за и 16 против.

## Дальнейшая политическая жизнь
В октябре 2012 года более 15 тысяч израильских арабов подписали «петицию, в которой говорится, что Ханин Зуаби не представляет интересы её избирателей».
В декабре 2012 года Центральная избирательная комиссия Израиля запретила Зуаби участвовать в выборах, однако Верховный суд Израиля это решение отменил. Поэтому, заняв второе место в списке партии, Зуаби была избрана в кнессет 19-го созыва.
В 2013 г. Х. Зуаби выдвинула свою кандидатуру на пост мэра г. Назарет, но проиграла на выборах Али Саламу, набрав только 3800 (10 %) голосов.